# 슬래미상
슬래미상(Slammy Award)은 월드 레슬링 엔터테인먼트에서 개최하는 프로레슬링 상이다. 아카데미상과 그래미상과 유사한 형태이다. 1986년부터 2년간 , 1994년, 1996년부터 2년간 개최되었고,
2008년부터 매년 12월 중순 개최하고 있다. 2016년부터는 산하 브랜드인 NXT만의 시상식 NXT 이어 앤드 상(NXT Year Ennd Award)도 개최 중이고, 2019년부터 메인 시상식 명칭도 WWE 이어 앤드 상 (WWE Year End Award)로 변경된다.